# Joe Kubert
Joe Kubert   (Ozeriany, 18 de setembre de 1926 - Morristown, 12 d'agost de 2012) va ser un artista, professor, i dibuixant de còmic estatunidenc, nascut a Polònia, fundador de l'Escola Kubert. Fou conegut pel seu treball a DC Comics amb personatges com ara Sgt. Rock i Hawkman.
Kubert va ser promocionat al Saló de la Fama Jack Kirby en els Premis Harvey de 1997, i al Saló de la Fama Will Eisner als Premis Eisner del 1998.